# 코퍼레이션 (작곡회)
코퍼레이션(The Corporation)은 1969년 모타운의 사장 베리 고디가 규합한 작곡가, 음반 프로듀서 동아리다. 그 목적은 모타운에 새로 소속된 잭슨 파이브의 히트 레코드를 제작하기 위함이다.
코퍼레이션의 구성원은 베리 고디, 알폰소 미젤, 프레디 퍼렌, 디크 리처즈 이렇게 네 명이다. 잭슨 파이브의 1위 히트곡 〈I Want You Back〉, 〈ABC〉 〈The Love You Save〉는 물론이요, 〈Mama's Pearl〉, 〈Maybe Tomorrow〉 같은 싱글들의 제작, 편곡에 공고했다. 마사 앤 더 밴델러스의 마지막 히트곡 〈Bless You〉의 작곡, 제작을 담당하기도 했다.
모타운의 기존 작곡회 클랜과 같이 코퍼레이션 역시 1967년 말 모타운을 퇴사하여 인빅터스 레코드, 핫 왁스 레코드로 적을 옮긴 홀랜드-도지어-홀랜드의 대체 팀으로 탄생했다.
코퍼레이션을 조직한 내막은, 고디가 홀랜드-도지어-홀랜드 같은 "배후의 슈퍼스타(back room superstars)"를 더 이상 원하지 않았던 까닭에 있다. 때문에 잭슨 파이브 음반의 일체 초판에서, 이들 작곡가는 개개인의 명의를 사용하지 못하고, "The Corporation™"이라는 공동 명의를 사용해야 했다. 코퍼레이션은 1972년 할 데이비스가 잭슨 파이브의 창작 감리권을 쥔 이후 해산되었다. 그 뒤부터는 코퍼레이션작 잭슨 파이브 노래가 수록된 컴필레이션이 발행될 때마다, 모타운은 고디, 미젤, 리처즈, 퍼렌 이렇게 각자의 명의를 기재하기 시작했다.